# Союз ТМ-19
Союз ТМ-19 е пилотиран космически кораб от серията „Союз ТМ“ към станцията „Мир“ и 95-и полет по програма „Союз“.

## Екипаж

### При старта

#### Основен
- Юрий Маленченко (1) – командир
- Талгат Мусабаев (1) – бординженер

#### Дублиращ
- Александър Викторенко – командир
- Елена Кондакова – бординженер

### При кацането
- Юрий Маленченко – командир
- Талгат Мусабаев – бординженер
- Улф Мерболд – космонавт-изследовател

## Параметри на мисията
- Маса: 7150 кг
- Перигей: 202 км
- Апогей: 222 км
- Наклон на орбитата: 51,6°
- Период: 88,5 мин

## Описание на полета
„Союз ТМ-19“ извежда в орбита 16-а дълговременна експедиция на станцията „Мир“. Първоначално екипажът се състои от трима – и Генадий Стрекалов), като се предвиждало той да се приземи с Виктор Афанасиев и Юрий Усачев на борда на Союз ТМ-18. Заради отмяната на един от снабдителните кораби Прогрес се налага на мястото на третия космонавт да се натоварят храна и консумативи. Така за първи път от 1977 г. екипажът на космически кораб е съставен само от „новобранци“ (Союз 25). На станцията към новия основен екипаж се присъединява Валерий Поляков, който продължава рекордният си 14-месечен полет. По време на полета извършват две излизания в открития космос за ремонт на топлоизолацията на станцията подготвят за преместване слънчеви батерии от модула Кристал на модула Квант. Първоначално са предвидени четири космически разходки за преместването на батериите, но след отлагането старта на модула Спектър, преместването остава за 1995 г.

### Космически разходки
| № | Участници                       | Начало                      | Край                        | Продължителност   |
| - | ------------------------------- | --------------------------- | --------------------------- | ----------------- |
| 1 | Талгат Мусабаев Юрий Маленченко | 9 септември 1994 07:00 UTC  | 9 септември 1994 12:06 UTC  | 5 часа и 6 минути |
| 2 | Талгат Мусабаев Юрий Маленченко | 13 септември 1994 06:31 UTC | 13 септември 1994 12:32 UTC | 6 часа и 1 минута |

Научната програма включвала изследвания в областта на астрофизиката, биотехнологиите и наблюдения на Земята.
На 3 ноември космонавтите Т. Мусабаев, Ю. Маленченко и У. Мерболд правят пробно откачване и се отдалечават на около 200 м от орбиталния комплекс. Активират системата за автоматично сближаване „Курс“ и се скачват успешно за станцията. Това трябвало да изясни проблемите при автоматичното скачване на последните два кораба. Союз ТМ-20 се скачва в ръчен режим, а „Прогрес М-24“ след два опита за автоматично скачване (при втория опит става сблъсък на кораба с модула „Квант-1“). В крайна сметка товарният кораб е скачен с помощта на системата „ТОРУ“ (ТелеОператорен Режим на Управление). Тя представлява дистанционна ръчна система за сближаване и скачване на космически апарати и е използвана на корабите „Союз“ и „Прогрес“. Тя е резервна за автоматичната система „Курс“. С помощта на тази система е възможно управлението на безпилотен космически апарат от оператор, намиращ се на станцията.
По време на полета е посрещнат и разтоварен транспортният кораб „Прогрес М-24“.